# Теленчи (болото)
Теленчи (каз. Теленшi) — болото в Алтынсаринском районе Костанайской области Казахстана. Находится в 8 км к юго-западу от села Новоалексеевка.
По данным топографической съёмки 1944 года, площадь поверхности болота составляет 1,38 км². Наибольшая длина болота — 1,4 км, наибольшая ширина — 1,3 км. Длина береговой линии составляет 4,6 км, развитие береговой линии — 1,1. Болото расположено на высоте 191,7 м над уровнем моря.